# إيرني يونغ (لاعب كرة قدم)
إيرني يونغ (بالإنجليزية: Ernie Young)‏ هو لاعب كرة قدم بريطاني (وحمل سابقاً جنسية المملكة المتحدة لبريطانيا العظمى وأيرلندا) في مركز الهجوم، ولد في 1893 في المملكة المتحدة، وتوفي في 1922. لعب مع دارلينجتون إف سى ونادي ميدلزبره وLeadgate Park F.C. ‏.